# Séisme de 2005 au Cachemire
Le séisme de 2005 au Cachemire est un séisme qui s'est produit le 8 octobre 2005 à 3 h 52 UTC et à 9 h 52 heure du Pakistan, près de la ville de Muzaffarabad, au Cachemire pakistanais, près de la frontière disputée entre l'Inde et le Pakistan, au nord-est d'Islamabad avec une magnitude de 7,6.
Le tremblement de terre a principalement frappé le Cachemire. Le Pakistan est le pays le plus frappé, ainsi que le nord de l'Inde, et l'Afghanistan.
Le bilan final établi par le gouvernement pakistanais en novembre 2005 fait état de 79 000 morts.

## Caractéristiques du séisme
Le front sud de l’Himalaya est marqué par une faille majeure (chevauchement) qui absorbe une part importante (à peu près 2cm/an) de cette convergence. Ce chevauchement limite au nord la plaine du Gange, très peuplée, et est responsable de nombreux séismes destructeurs.
Des séismes comparables à celui du 8 octobre sont documentés tout au long du front chevauchant himalayen. Par exemple, en 1905, en Inde (actuellement dans le Himachal Pradesh), le séisme de Kangra de magnitude 7,8 à 8, a fait environ 20 000 victimes. En 1934, un séisme dans l'Est du Népal et de magnitude 8,1 a fait environ 10 000 victimes.

## Bilan provisoire

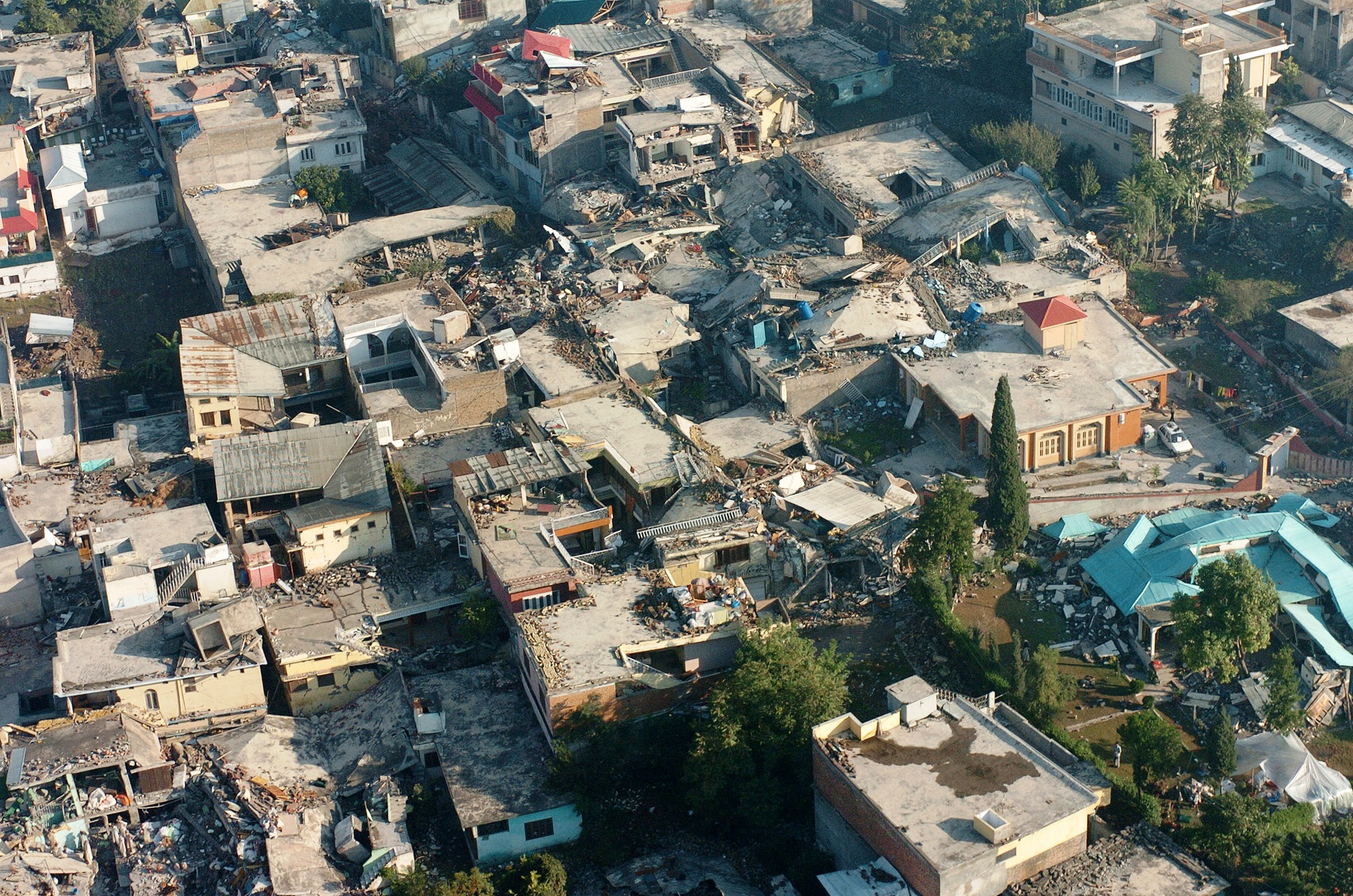
Vue de Muzaffarabad après le séisme.

| État        | Morts  | Blessés |
| ----------- | ------ | ------- |
| Pakistan    | 73 338 | 100 000 |
| Inde        | 1 360  | 6 266   |
| Afghanistan | 4      | 14      |
| Total       | 74 702 | 106 280 |

## Pays touchés

### Pakistan

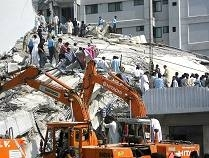
Un immeuble d'appartements détruit à Islamabad au Pakistan.

Les lignes téléphoniques sont coupées ou surchargées, ce qui isole certaines régions. Les nouvelles les plus graves parviennent des zones montagneuses du nord du pays, difficiles d'accès : villages détruits, maisons rasées, etc.

### Inde
Des milliers d'habitants apeurés ont fui leurs domiciles. Des habitants de New Delhi ont été pris de panique lors de la secousse et sont sortis dans les rues.
Le séisme a fait 1 360 morts dans le seul Cachemire indien.
La majorité des victimes ont péri dans les districts de Baramulla et de Kupwara, le long de la "Ligne de Contrôle" (LoC), frontière de fait qui sépare le Cachemire indien du Cachemire sous contrôle pakistanais, et source de tensions  depuis des décennies entre les deux pays.

### Afghanistan
La secousse a semé la panique dans la capitale Kaboul et dans plusieurs villes de l'est et du nord-est. Le ministère de l'Intérieur estimait toutefois en milieu de journée que les dégâts n'étaient pas étendus dans le pays.
Peu d'informations parviennent d'Afghanistan. Un fonctionnaire de Jalalabad, dans l'est du pays, a indiqué qu'au moins deux enfants ont été tués et plusieurs maisons détruites.

## Aides humanitaires

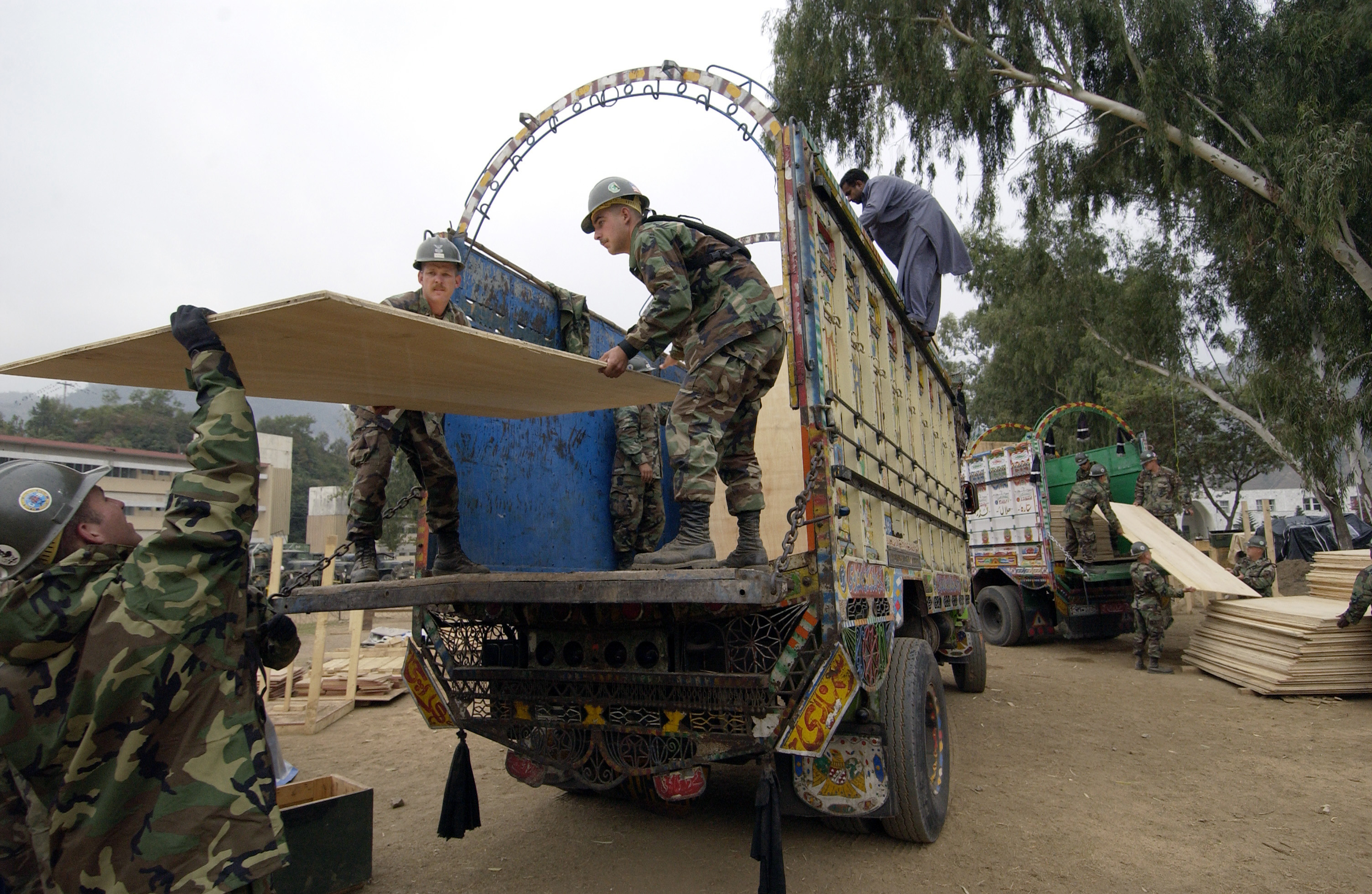
Soldats américains au Pakistan en novembre 2005.

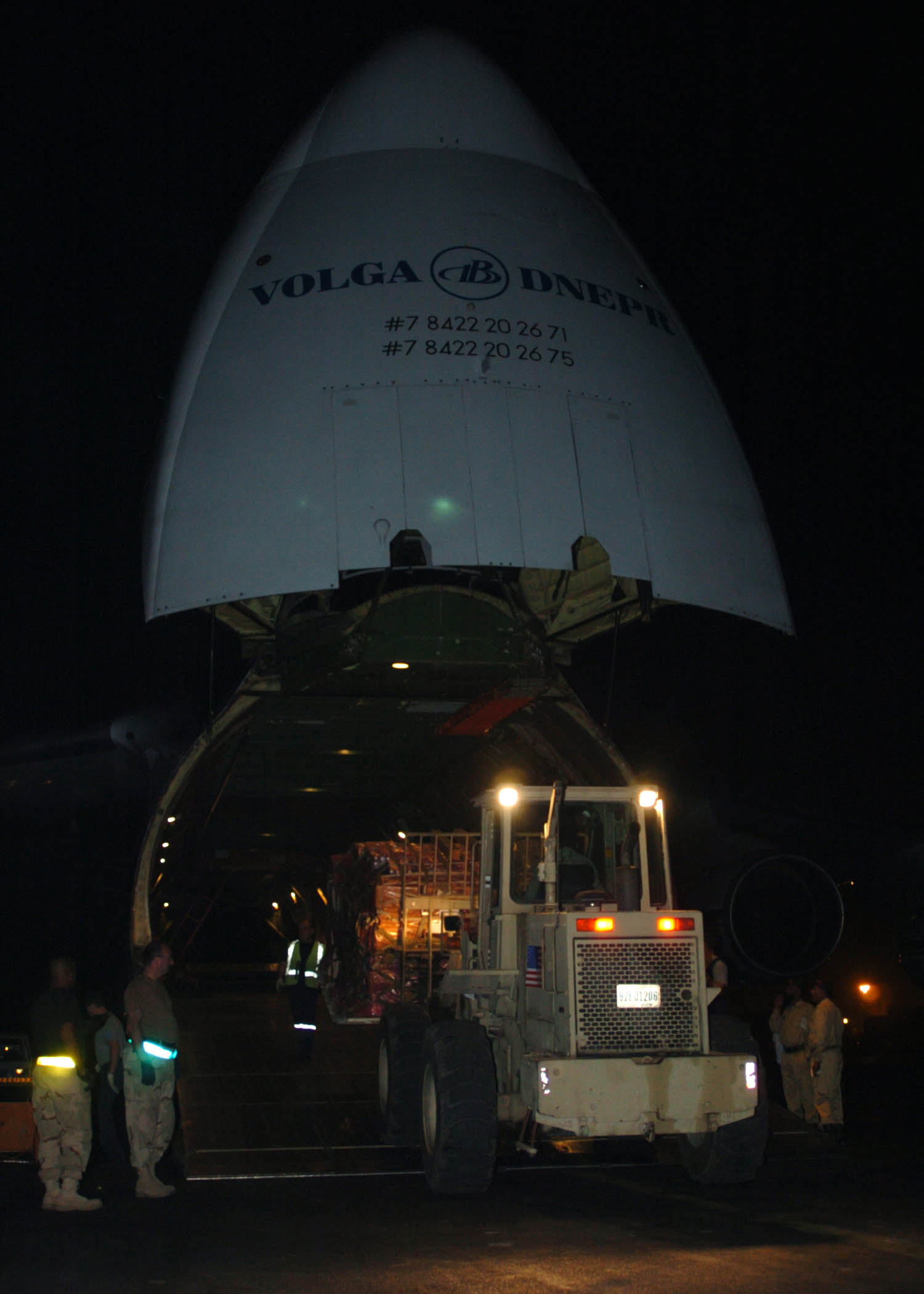
Déchargement de matériel depuis un avion-cargo russe par des Seabee.

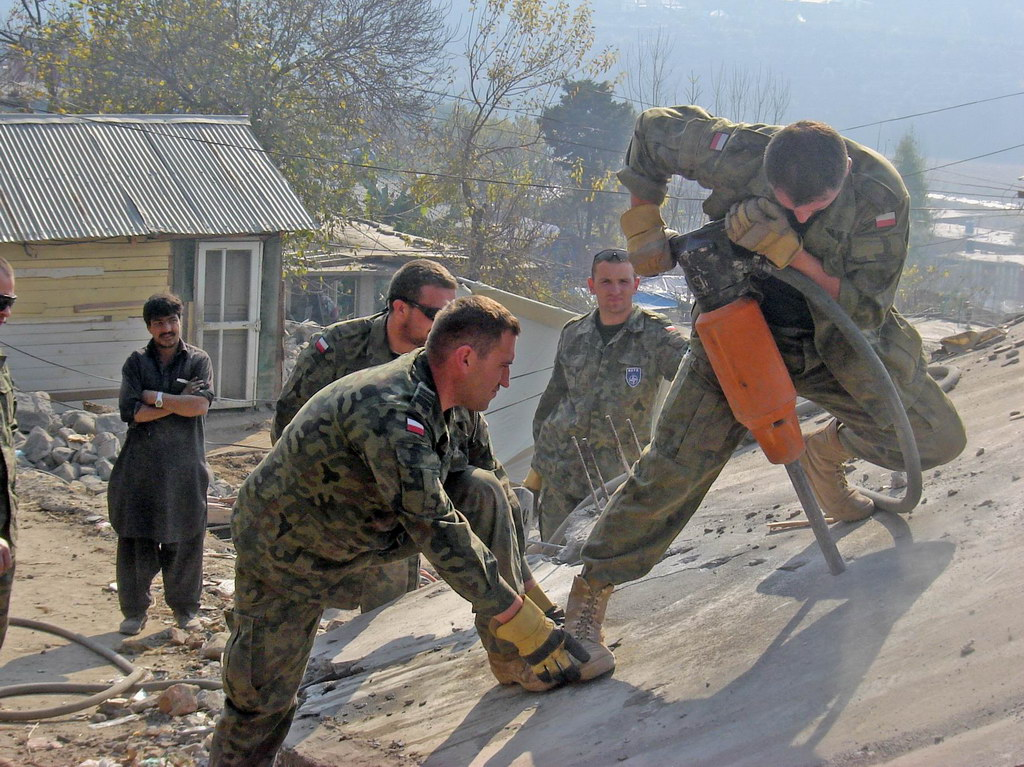
Des membres de l'armée polonaise au Pakistan.

Dans le cadre de l'aide internationale, les États-Unis ont déjà livré 1 750 tonnes de vivres et affecté 156 millions de dollars à l'aide aux sinistrés, 2 hôpitaux de campagne ont été installés; un pont aérien avec des avions de transport d'autre nations de l'OTAN est en cours; 20 hélicoptères de transport de l'US Army Aviation stationnée en Afghanistan ainsi que 4 de l'US Navy ont été dépêchés pour participer aux secours, ils ont évacué 3 200 blessés à ce jour, des équipements de génie militaire stationnés au Koweït ont été envoyés au Pakistan pour aider au rétablissement des routes dans la zone sinistrée[Quand ?].
Cuba a envoyé la brigade médicale d'urgence Henry Reeve composée de 2.600 travailleurs de la santé cubains, dont 800 médecins,. Ils travaillèrent dans les 30 hôpitaux de terrain complètement équipés et mis à disposition par Cuba. La mission Henry Reeve allait ainsi rester présente au Pakistan durant 7 mois et Cuba accorda également 1000 bourses à des jeunes pakistanais afin de leur permettre de venir étudier la médecine à Cuba. Le directeur de l'hôpital de terrain d'Oghi, le docteur Reynaldo Marrero, en temps normal chef du service de chirurgie dans l'hôpital Ciro Redondo García à Artemisa, à l'ouest de La Havane, a reçu la médaille Sitara-I-Eissar, ou l'étoile de l'ardeur et du dévouement, délivrée par le gouvernement Pakistanais. Le président Pakistanais Général Musharraf a exprimé sa gratitude de façon explicite à la population et au gouvernement de Cuba.
En novembre 2005, le Pakistan aurait reçu 211,2 millions de dollars de l'étranger pour les personnes atteintes par tremblement de terre tandis que des promesses de 2,3 milliards de dollars d'autres pays ont été faites jusqu'ici. 1 200 militaires des États-Unis se trouvent sur place à cette date pour aider au secours.
Le Pakistan a réussi en novembre 2005, selon le Premier ministre Shaukat Aziz, à mobiliser la communauté internationale en obtenant des donateurs des engagements de 5,4 milliards de dollars pour la reconstruction après le séisme du 8 octobre, pour un objectif annoncé de 5,2 milliards. Les Nations unies, sur la base d'un rapport réalisé notamment par la Banque mondiale, avaient chiffré les besoins à 5,2 milliards de dollars.
La Banque mondiale et la Banque asiatique de Développement (BAD), qui avaient dirigé les études préliminaires, ont apporté chacune un milliard de dollars, essentiellement sous forme de prêts à conditions préférentielles. Le Fonds monétaire international (FMI) a annoncé une contribution de 275 millions de dollars et la Banque islamique de Développement a relevé son engagement de 250,6 à 501,6 millions de dollars. 
Les États-Unis ont offert une assistance de 510 millions de dollars, dont 156 déjà engagés, à Islamabad, un de ses alliés-clés dans sa guerre contre le terrorisme. L'Arabie saoudite a annoncé une enveloppe globale de l'ordre de 340 millions de dollars - 153 M USD en dons et 187 M USD en prêts concessionnels - auxquels s'ajouteront plusieurs dizaines de millions de dollars dans le cadre du Fonds saoudien de Développement (SFD). La Chine (300 millions de dollars) et l'Iran (200 millions) figurent également parmi les plus gros contributeurs. 
L'Union européenne s'est engagée à hauteur de 110 millions de dollars, comme l'Allemagne (111,6 millions, dont 32,2 en annulation de dettes). Le Japon, la Turquie, le Royaume-Uni ont de leur côté annoncé des promesses d'engagement supérieures à 100 millions de dollars, sous diverses formes. La France a annoncé un apport de 94 millions de dollars sous forme de prêts.
Les Émirats arabes unis (100 M USD), Pays-Bas (70 M USD), Suisse (40 M USD), Norvège (35 M USD), Espagne (23 M USD), Suède (20 M USD), Canada (16 M USD), Australie (15 M USD) et Finlande (11 M USD) se sont également engagés à participer à la reconstruction des zones affectées, d'une superficie égale à celle de la Belgique. D'autres pays, comme le Danemark, la Grèce, l'Indonésie, Singapour, le Sri Lanka, le Bhoutan, le Bangladesh et l'Afghanistan ont annoncé des contributions plus symboliques. La Fondation Aga Khan (en) (Aga Khan Foundation, AKF) a pour sa part avancé une contribution de 50 millions de dollars.

## Réactions
- Pakistan : 
  - « Dans le contexte global, (ce séisme) est un test pour nous tous, pour la nation tout entière et je suis sûr que nous saurons y faire face » déclare le président pakistanais Pervez Musharraf. Il proclame trois jours de deuil national.
  - « Je veux offrir ma plus profonde gratitude à la communauté internationale pour son aide au Pakistan en cette heure de besoin », a affirmé pour sa part le président pakistanais Pervez Musharraf en conclusion de la conférence. « C'est cet héritage commun d'humanité qui fait avancer les pays », a-t-il ajouté.
  - Islamabad met en place un fonds d'aide aux victimes pour recevoir des aides financières internationales, annonce le premier ministre pakistanais Shaukat Aziz dans un entretien à la BBC.
- Inde : Sonia Gandhi, présidente du parti du Congrès au pouvoir en Inde, s'est rendue dans la municipalité d'Uri (en), dans le Cachemire indien. « Quelle que soit l'aide dont vous ayez besoin pour reconstruire vos maisons et vos commerces, les gouvernements central et provincial vous la fourniront ».
- Afghanistan : le pays annonce l'envoi de 4 hélicoptères, de 2 équipes médicales et deux tonnes de médicaments au Pakistan voisin. « Le Croissant-Rouge local va également dépêcher de l'aide, dont de la nourriture, plus tard au cours de la semaine prochaine », selon le porte-parole de la présidence afghane, Karim Rahimi.
- Turquie : « Nous sommes prêts à faire toute sorte d'aide », déclare le ministre turc des Affaires étrangères Abdullah Gül, il ajoute qu'il est un « devoir » pour la Turquie de venir en aide aux sinistrés au Pakistan.
- Royaume-Uni : 
  - le pays se déclare prêt à répondre à « toutes les demandes » d'Islamabad. Jack Straw le ministre britannique des Affaires étrangères se déclare « triste des conséquences du séisme au Pakistan (…), d'autant que de nombreux britanniques d'origine pakistanaise viennent des régions touchées ou y ont de la famille ».
  - La reine d'Angleterre exprime sa « profonde sympathie » au président Pervez Musharraf et au peuple pakistanais.
- ONU : le secrétaire général de l'ONU Kofi Annan présente « ses sincères condoléances à toutes les victimes et à leurs familles ». « Le bureau de l'Onu pour la coordination des affaires humanitaires (...) envisage tous les moyens de venir en aide aux victimes et de participer à la reconstruction ».
- France : vingt-cinq militaires de la Sécurité civile quitteront la France pour Islamabad, annonce la Sécurité civile, et ce, « à la demande » du ministre de l'Intérieur Nicolas Sarkozy. Le détachement compte une équipe d'évaluation et de reconnaissance de cinq personnes, vingt sauveteurs spécialisés en sauvetage et déblaiement et 14 m³ de matériel.
- Israël : le pays établit un « premier contact » avec les autorités indiennes concernant leurs éventuels besoins d'assistance, apprend-on auprès du ministère israélien des Affaires étrangères. Israël a proposé son assistance au Pakistan avec lequel il n'a pas de relations diplomatiques, apprend-on auprès du ministère israélien des Affaires étrangères.
- Syrie : Le président syrien Bachar el-Assad adresse un message de condoléances à son homologue pakistanais Pervez Musharraf. Bachar al-Assad exprime sa « douleur profonde devant les informations sur le séisme qui a fait des milliers de victimes parmi le peuple pakistanais ami ».
- États-Unis : 
  - « Les pensées et les prières du président George W. Bush et de la première dame Laura Bush sont avec les familles et les amis des victimes », déclare un porte-parole de la Maison-Blanche. La Secrétaire d'État américaine Condoleezza Rice, quant à elle, « offre toute l'assistance nécessaire » aux premiers ministres du Pakistan et de l'Inde.
  - Le président George W. Bush annonce qu'une aide des États-Unis est en voie d'acheminement pour les victimes de « l'horrible tragédie » que connaît l'Asie du sud.
  - Condoleezza Rice, la secrétaire d'état américaine arrive au Pakistan et annonce : « Je tiens à affirmer au peuple pakistanais que la communauté internationale et les États-Unis sont à ses côtés en ces temps difficiles ».
- Allemagne : le chancelier et le président allemands, Gerhard Schröder et Horst Köhler, adressent leurs condoléances aux dirigeants indiens et pakistanais, en les assurant que l'Allemagne est aux côtés des milliers de victimes.
- Émirats arabes unis : une équipe de 26 policiers d'Abou Dhabi ont été envoyés au Pakistan pour participer aux opérations de recherches et de soins aux blessés, rapporte l'agence officielle Wam. Il s'agit de « la première opération outremer d'une telle échelle » pour les Émirats.